# Distrito de Coyllurqui
Coyllurqui (también conocido como Collurque) es un distrito (municipio) situado en la provincia de Cotabambas, en el departamento de Apurímac, Perú. Según el censo de 2017, tiene una población de 6586 habitantes.
Fue creado mediante Ley 9666 del 19 de noviembre de 1942, durante el primer gobierno de Manuel Prado Ugarteche.
Forma parte de la diócesis de Abancay, en la arquidiócesis de Cusco.

## Etimología
El topónimo está formado por las palabras aimara ccoyllu, blanco, y raki, barranco.

## Superficie
El distrito tiene un área de 418.95 km².

## Autoridades

### Municipales
- 2019-2022:[5]
  - Alcalde: Alfredo Cereceda Oros
  - Teniente Alcalde: Americo Maruri Meza

Alcalde 2022-2026:

## Festividades
Una de las festividades más representativas del pueblo se da durante las fiestas patrias con su famosa Yawar Fiesta, con dos días de corridas de toros acompañadas de doma de potros y peleas de gallos a navaja.
- Santiago
- 24 de junio: Festividad por el día del campesino gran carrera de caballos internacional, nacional, regional y local, concurso de agricultura, ganadería, etc. en la comunidad de Acpitan.

- 16 de julio: Fiesta en honor a la Virgen del Carmen en la comunidad PFACO con corridas de toros.
- 26 de julio: Fiesta en honor a Santiago en la comunidad Chiscahuaylla con corridas de toros.
- 28 de julio: Aniversario peruano "Yawar fiesta", corridas de toros con doma de potros.
- 30 de agosto: Fiesta en honor a Santa Rosa de Lima en la comunidad Ñahuinlla, con corridas de toros y feria artesanal.
- 19 de noviembre: Aniversario de la capital de distrito Coyllurqui, con corridas de toros, concursos de belleza, concursos de artesanía, etc.